# Мирциария
Мирциария (лат. Myrciaria) — род растений семейства Миртовые. Виды Мирциарии распространены в тропических областях Южной Америки, особенно в Бразилии. Виды рода — небольшие деревья или крупные кустарники.
Плоды некоторых видов Мирциарии съедобны. Наиболее известна в этом отношении Жаботикаба (Myrciaria cauliflora). Она культивируется в коммерческих масштабах в Бразилии и в соседних странах. Её плоды по размеру и внешнему виду напоминают виноград.
Мирциария сомнительная (Myrciaria dubia) культивируется в заливаемых водой районах Амазонской низменности. Её плоды очень богаты витамином C (аскорбиновая кислота).

## Виды
По информации базы данных The Plant List, род включает 26 видов:
- Myrciaria aspera Mattos
- Myrciaria borinquena Alain
- Myrciaria cordata O.Berg
- Myrciaria cuspidata O.Berg
- Myrciaria delicatula (DC.) O.Berg
- Myrciaria disticha O.Berg
- Myrciaria dubia (Kunth) McVaugh — Мирциария сомнительная, или Каму-каму
- Myrciaria floribunda (H.West ex Willd.) O.Berg — Ромовая ягода
- Myrciaria glanduliflora (Kiaersk.) Mattos & D.Legrand
- Myrciaria glazioviana (Kiaersk.) G.M.Barroso ex Sobral
- Myrciaria glomerata O.Berg
- Myrciaria guaquiea (Kiaersk.) Mattos & D.Legrand
- Myrciaria ibarrae Lundell
- Myrciaria myrtifolia Alain
- Myrciaria pallida O.Berg
- Myrciaria pilosa Sobral & Couto
- Myrciaria plinioides D.Legrand
- Myrciaria puberulenta B.Holst
- Myrciaria pumila (Gardner) O.Berg
- Myrciaria racemosa M.L.Kawas.
- Myrciaria rojasii D.Legrand
- Myrciaria spiritosanctensis Mattos
- Myrciaria strigipes O.Berg
- Myrciaria tenella (DC.) O.Berg
- Myrciaria vexator McVaugh
- Myrciaria vismeifolia (Benth.) O.Berg

Вид Жаботикаба (Myrciaria cauliflora (Mart.) O.Berg) переведён в род Плиния (Plinia).

## Таксономическая схема
|  |                                                                              |                      |                      |                      |                                                                            |                      |                      |                      |                                                                            |                      |                      |  | |  |  |  |
|  | отдел Цветковые, или Покрытосеменные (классификация согласно Системе APG II) |                      |                      |                      |                                                                            |                      |                      |                      |                                                                            |                      |                      |  | |  |  |  |
|  |                                                                              |                      |                      |                      |                                                                            |                      |                      |                      |                                                                            |                      |                      |  | |  |  |  |
|  | порядок Миртоцветные                                                         | порядок Миртоцветные | порядок Миртоцветные | порядок Миртоцветные | порядок Миртоцветные                                                       | порядок Миртоцветные | порядок Миртоцветные | порядок Миртоцветные | порядок Миртоцветные                                                       | порядок Миртоцветные | порядок Миртоцветные |  | ещё 44 порядка цветковых растений, из которых к миртоцветным наиболее близки порядки Гераниецветные и Кроссосомоцветные |  |  |  |
|  |                                                                              |                      |                      |                      |                                                                            |                      |                      |                      |                                                                            |                      |                      |  | ещё 44 порядка цветковых растений, из которых к миртоцветным наиболее близки порядки Гераниецветные и Кроссосомоцветные |  |  |  |
|  | семейство Миртовые                                                           | семейство Миртовые   | семейство Миртовые   | семейство Миртовые   | семейство Миртовые                                                         | семейство Миртовые   | семейство Миртовые   |                      | ещё тринадцать семейств, в том числе Дербенниковые, Кипрейные, Комбретовые |                      |                      |  | ещё 44 порядка цветковых растений, из которых к миртоцветным наиболее близки порядки Гераниецветные и Кроссосомоцветные |  |  |  |
|  |                                                                              |                      |                      |                      |                                                                            |                      |                      |                      | ещё тринадцать семейств, в том числе Дербенниковые, Кипрейные, Комбретовые |                      |                      |  | ещё 44 порядка цветковых растений, из которых к миртоцветным наиболее близки порядки Гераниецветные и Кроссосомоцветные |  |  |  |
|  | род Мирциария                                                                | род Мирциария        | род Мирциария        |                      | ещё около 130 родов, в том числе Акмена, Евгения, Мирт, Сизигиум, Эвкалипт |                      |                      |                      | ещё тринадцать семейств, в том числе Дербенниковые, Кипрейные, Комбретовые |                      |                      |  | ещё 44 порядка цветковых растений, из которых к миртоцветным наиболее близки порядки Гераниецветные и Кроссосомоцветные |  |  |  |
|  |                                                                              |                      |                      |                      | ещё около 130 родов, в том числе Акмена, Евгения, Мирт, Сизигиум, Эвкалипт |                      |                      |                      | ещё тринадцать семейств, в том числе Дербенниковые, Кипрейные, Комбретовые |                      |                      |  | ещё 44 порядка цветковых растений, из которых к миртоцветным наиболее близки порядки Гераниецветные и Кроссосомоцветные |  |  |  |
|  | около 20 видов                                                               |                      |                      |                      | ещё около 130 родов, в том числе Акмена, Евгения, Мирт, Сизигиум, Эвкалипт |                      |                      |                      | ещё тринадцать семейств, в том числе Дербенниковые, Кипрейные, Комбретовые |                      |                      |  | ещё 44 порядка цветковых растений, из которых к миртоцветным наиболее близки порядки Гераниецветные и Кроссосомоцветные |  |  |  |
|  |                                                                              |                      |                      |                      | ещё около 130 родов, в том числе Акмена, Евгения, Мирт, Сизигиум, Эвкалипт |                      |                      |                      | ещё тринадцать семейств, в том числе Дербенниковые, Кипрейные, Комбретовые |                      |                      |  | ещё 44 порядка цветковых растений, из которых к миртоцветным наиболее близки порядки Гераниецветные и Кроссосомоцветные |  |  |  |
|  |                                                                              |                      |                      |                      |                                                                            |                      |                      |                      | ещё тринадцать семейств, в том числе Дербенниковые, Кипрейные, Комбретовые |                      |                      |  | ещё 44 порядка цветковых растений, из которых к миртоцветным наиболее близки порядки Гераниецветные и Кроссосомоцветные |  |  |  |
|  |                                                                              |                      |                      |                      |                                                                            |                      |                      |                      |                                                                            |                      |                      |  | ещё 44 порядка цветковых растений, из которых к миртоцветным наиболее близки порядки Гераниецветные и Кроссосомоцветные |  |  |  |
|  |                                                                              |                      |                      |                      |                                                                            |                      |                      |                      |                                                                            |                      |                      |  | |  |  |  |
|  |                                                                              |                      |                      |                      |                                                                            |                      |                      |                      |                                                                            |                      |                      |  | |  |  |  |

## Фотографии

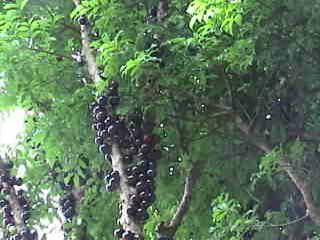
Жаботикаба
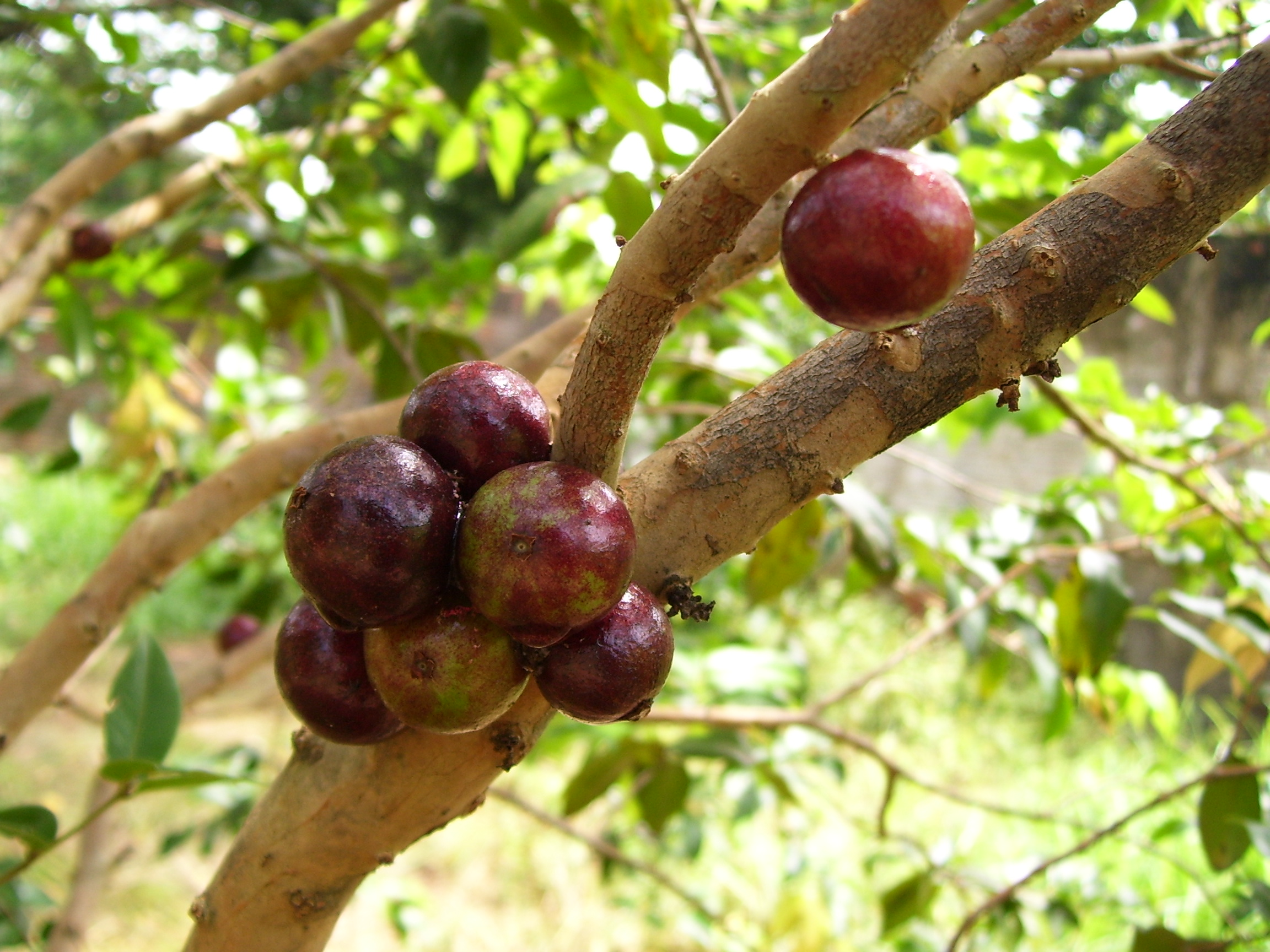
Плоды Myrciaria sp.
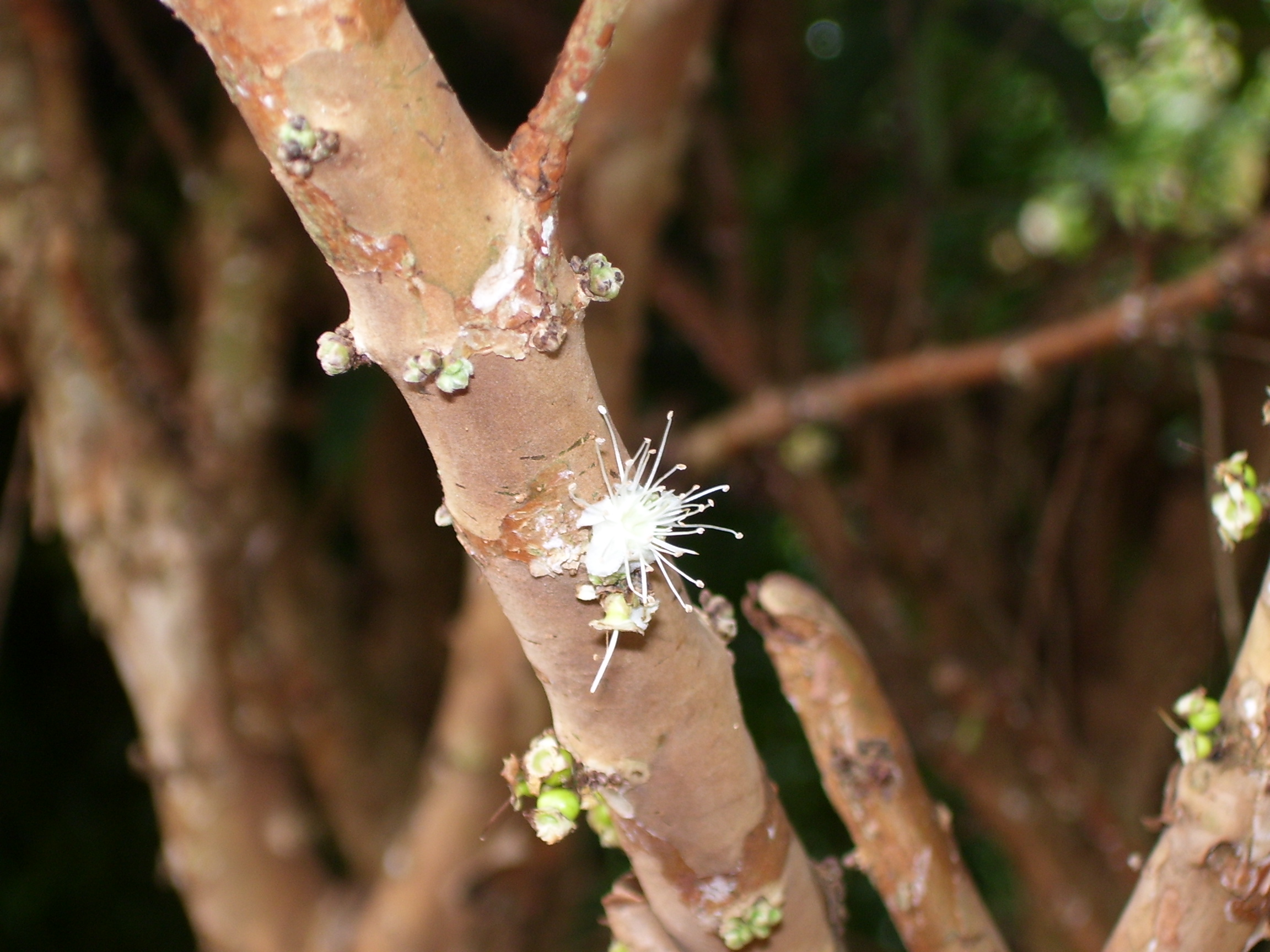
Цветки Myrciaria sp.
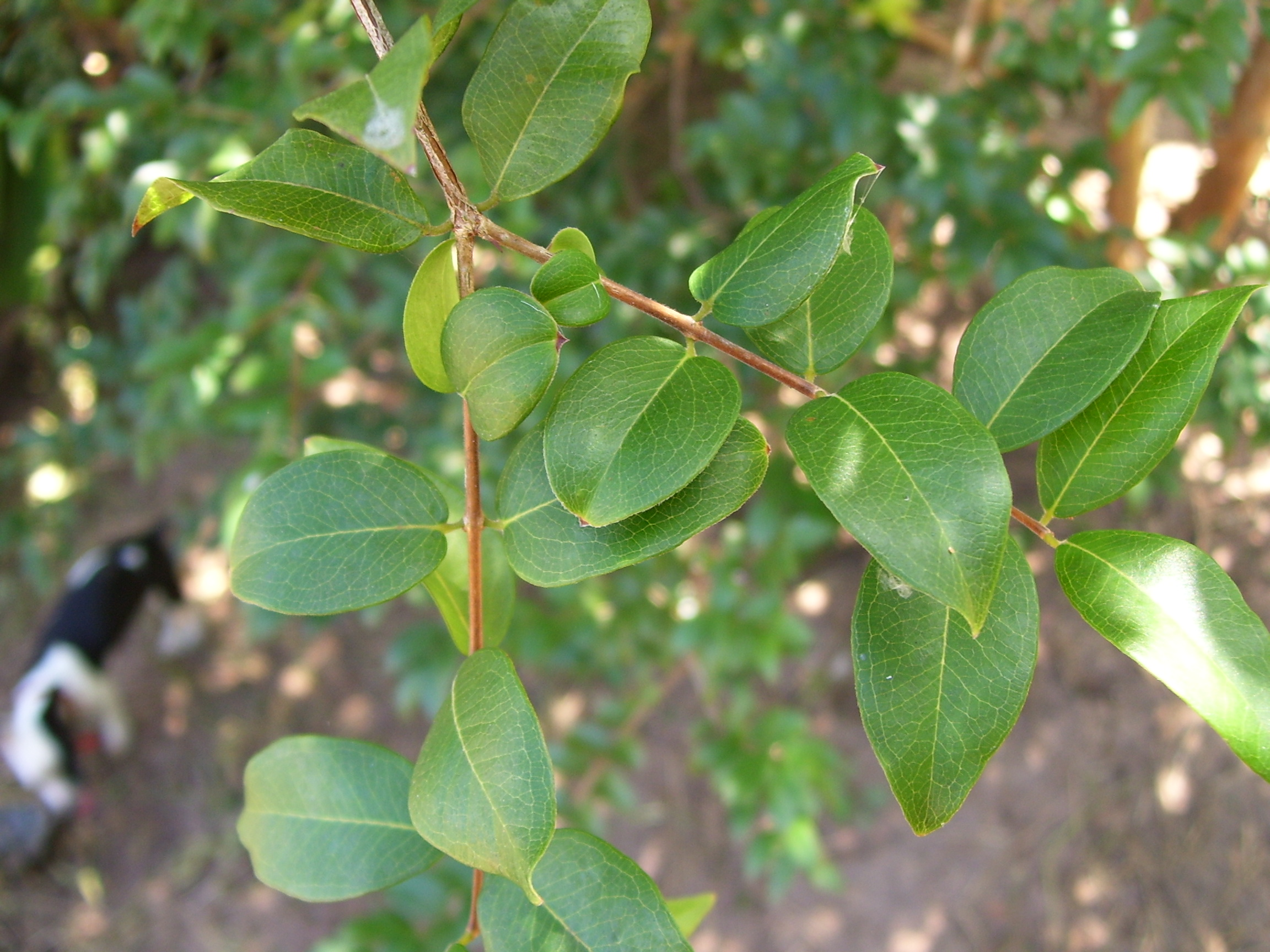
Листья Myrciaria sp.